# Nando’s
Nando’s — международная сеть ресторанов быстрого питания, основанная в 1987 году в ЮАР и специализирующаяся на блюдах из курицы в португальском стиле, приготовленных с соусом пири-пири. Сеть приобрела широкую популярность благодаря характерному маринаду, интерьеру в афро-португальском стиле и узнаваемому бренду.

## История
Компания была основана предпринимателями Робби Бротзом и Фернандо Дуарте, которые приобрели небольшой ресторан Chickenland в пригороде Йоханнесбурга и переименовали его в Nando’s. Уже к 1990 году в ЮАР насчитывалось около 100 точек.
В начале 1990-х компания начала международную экспансию, открыв рестораны в Великобритании, Австралии и других странах. К 2020 году сеть насчитывала более 1200 ресторанов в 30 странах, включая Фиджи, ОАЭ, Бангладеш, Намибия и Пакистан.
По данным Financial Times, годовая выручка компании в 2022 году составила свыше 1 миллиарда фунтов стерлингов.

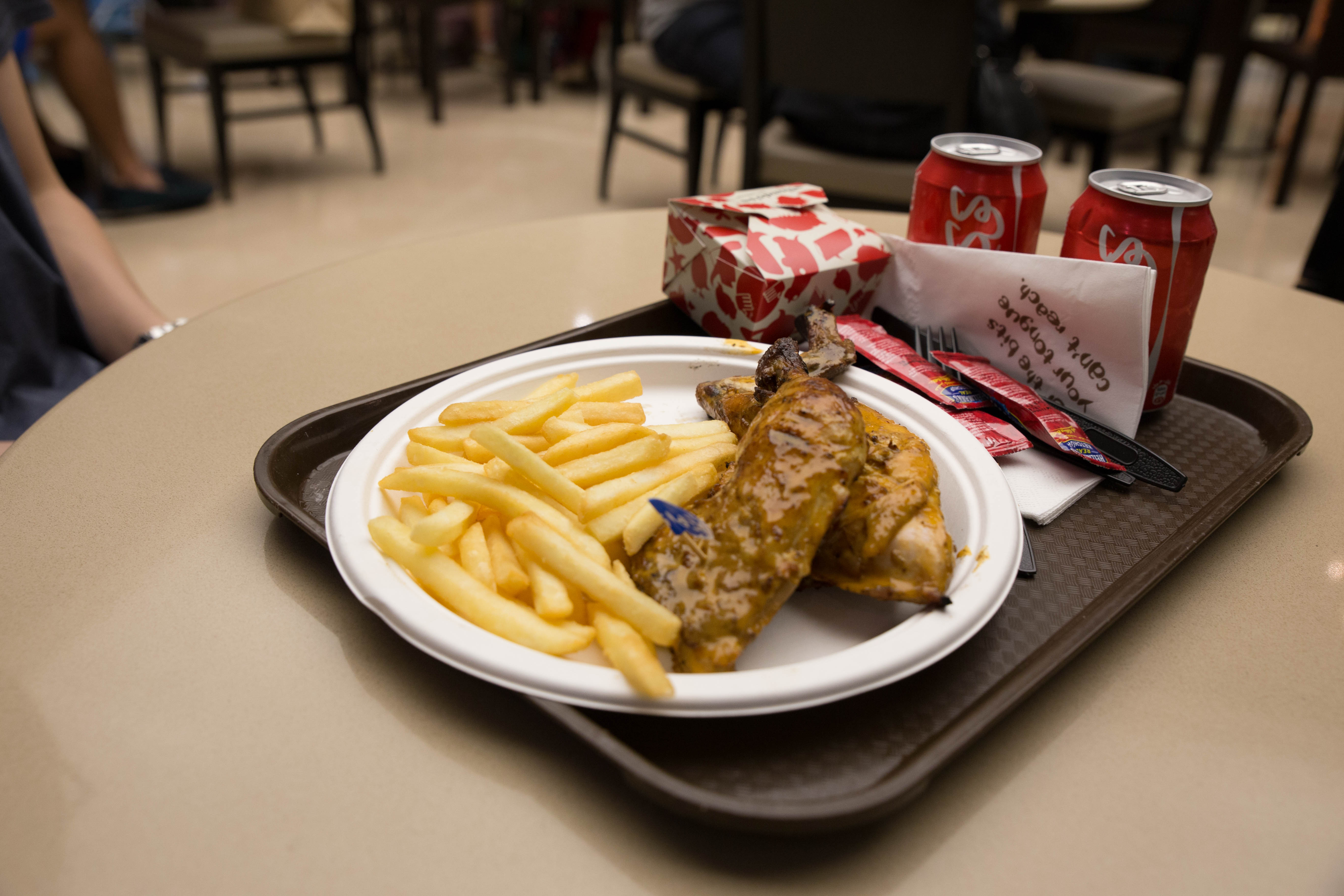
Блюдо в Nando’s

## Популярность и культурное влияние
Сеть приобрела культовый статус в Великобритании, где стала частью массовой культуры. Среди известных поклонников — Бейонсе, Рианна, Дрейк, Дэвид Бекхэм, Найл Хоран и бывший премьер-министр Дэвид Кэмерон. Упоминания Nando’s нередко встречаются в британской поп-музыке, телешоу и социальных сетях.